# FIFA Football 2004
FIFA Football 2004, також відомий як FIFA Soccer 2004 в Північній Америці, футбольний симулятор розроблений EA Canada і опублікований Electronic Arts. Він надійшов у продаж в жовтні 2003 року.
FIFA Football 2004 є одинадцятої грою в серії FIFA і восьмою в 3D. Гра використовує рушій FIFA Football 2003. Заголовна пісня Kings of Leon «Red Morning Light».
На обкладинці зображені Алессандро Дель П'єро з «Ювентуса», Тьєррі Анрі з «Арсеналу», і Роналдінью одягнений в форму збірної Бразилії.